# В'язівка (Мелітопольський район)
В'язівка (в минулому — Катеринівка, до 18 лютого 2016 року — Куйбишеве) — село в Україні, у Якимівській селищній громаді Мелітопольського району Запорізької області. До 2017 орган місцевого самоврядування — Чорноземненська сільська рада. Населення становить 42 осіб.

## Географія
Село знаходиться на правому березі річки Великий Утлюк, вище за течією на відстані 2,5 км розташоване село Петрівка, нижче за течією на відстані 6 км розташоване село Ганнівка. Через село проходить автомобільна дорога М14 (E58)).

## Назва
Село було засноване в 1862 році і спочатку носило назву Катеринівка.
Пізніше було перейменоване на В'язівку, а в радянські роки — на Куйбишеве (на честь радянського державного і партійного діяча Валеріана Куйбишева). Але стара назва В'язівка продовжувала широко використовуватися місцевими жителями.
У 2015 році, після прийняття в Україні закону про декомунізацію, на зборах жителів села одноголосно було вирішено повернути селу назву В'язівка.
4 лютого 2016 року Верховною Радою України селу було повернуто історичну назву В'язівка.

## Історія
Станом на 1886 рік у селі, центрі Катеринівської волості Мелітопольського повіту Херсонської губернії, мешкало 378 осіб, налічувалось 53 двори. За 9 верст — поштова станція.
7 (20) листопада 1917 року, відповідно до Третього Універсалу Української Центральної Ради, увійшло до складу Української Народної Республіки.
12 червня 2020 року, відповідно до розпорядження Кабінету Міністрів України № 713-р «Про визначення адміністративних центрів та затвердження територій територіальних громад Запорізької області», увійшло до складу Якимівської селищної громади.
17 липня 2020 року, в результаті адміністративно-територіальної реформи та ліквідації Якимівського району, село увійшло до складу Мелітопольського району.
Село тимчасово окуповане російськими військами 24 лютого 2022 року.

## Населення
За переписом населення 2001 року в селі мешкали 44 особи.

### Мова
Розподіл населення за рідною мовою за даними перепису 2001 року:
| Мова       | Відсоток |
| ---------- | -------- |
| російська  | 54,76 %  |
| вірменська | 23,81 %  |
| українська | 21,43 %  |